# Amselspitz
Amselspitz är en bergstopp i Schweiz. Den ligger i distriktet Einsiedeln och kantonen Schwyz, i den centrala delen av landet, 100 km öster om huvudstaden Bern. Toppen på Amselspitz är 1 491 meter över havet.